# H&K MP5
H&K MP5は、ドイツのヘッケラー&コッホ(H&K)社が設計した短機関銃。第二次世界大戦後に設計された短機関銃としては最も成功した製品の一つであり、命中精度の高さから対テロ作戦部隊などでは標準的な装備となっている。

## 来歴
技術的には、MP5の起源は、第二次世界大戦末期にモーゼル社が設計した機材06(Gerät 06)まで遡りうる。ガスピストンを省いて反動利用式とした改良型はStG45(M)としてドイツ国防軍に採用されたものの、量産前に終戦を迎えた。その後、ルートヴィヒ・フォルグリムラーを含む同社の技術者陣は、まずフランスのCEAM、ついでスペインのCETMEに転職して、StG45(M)を元にした小銃の開発を継続していた。当初は中間弾薬を使用するように設計されていたが、後に、やはりモーゼル社出身者によって西ドイツで設立されたHK社の協力のもと、7.62x51mm NATO弾を使用するように設計変更され、1958年、スペインはこのセトメ・ライフルを制式採用した。また西ドイツも早くからセトメ・ライフルに着目しており、1959年1月、ドイツ連邦軍は、H&K社がセトメを元に開発したMD3をG3として制式化した。
これと並行して、連邦軍では短機関銃の選定も行っていたが、この時点では政治的な思惑もあり、イスラエル製のUZIが採択された。その後の1954年ごろに西ドイツが開始した短機関銃研究の一環としてHK社がHK54を試作し、それの量産型としてMP5シリーズが開発され、販売された。

## 設計

### 各構成要素

#### 動作機構

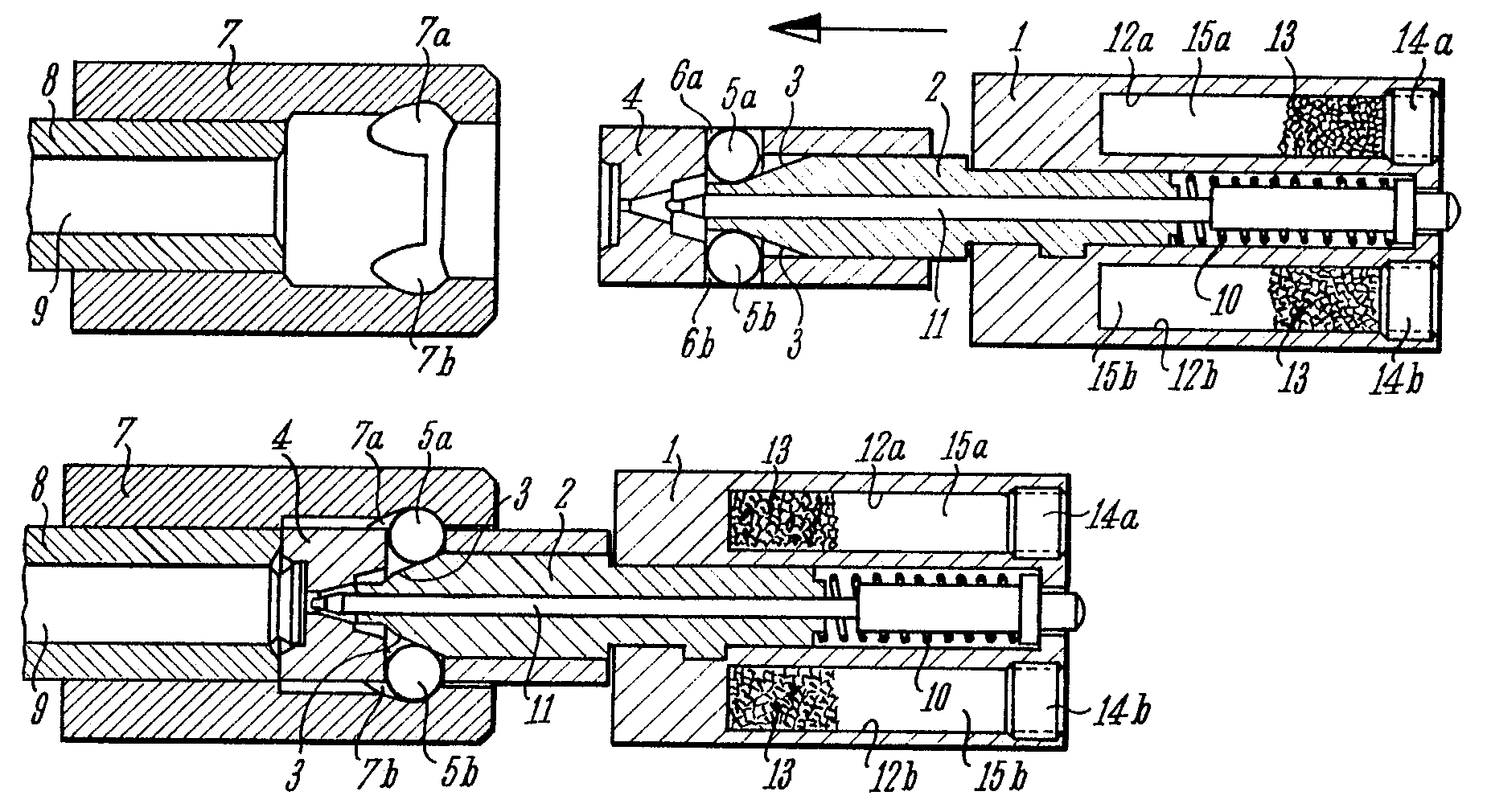
ローラー遅延式ブローバック機構の断面図

上記の経緯より、基本的にはG3を元に、9×19mmパラベラム弾仕様に縮小した設計となっている。G3では、StG45に組み込んだのと同様のローラー遅延式ブローバック(ローラーロッキング)機構が採用されており、これは本銃でも踏襲された。この方式では、圧力が低下してから閉鎖が解除されてボルトが開くことから、反動が少なく、軽量のボルトでも9×19mmパラベラム弾を安全に射撃できるようになったほか、ボルトを閉鎖した状態から撃発サイクルがスタートする、いわゆるクローズドボルト撃発となったこともあり、当時一般的だったシンプルブローバック方式・オープンボルト撃発の短機関銃と比して命中精度が高いというメリットがあった。警察部隊においては簡易狙撃銃としても位置付けられており、命中精度については、100 m以内の近距離射撃であればライフルにも匹敵するとされ、建物の角から目と銃口だけを覗かせるテロリストの眼球を撃ち抜くことが可能とも称された。
しかし一方で、この機構によってボルトの構造が複雑になり、単価の上昇にも繋がった。また繊細な整備を必要とし、多弾数発射後にはヘッドスペース(包底面から薬莢位置決め部までの間隔)の点検をしなければ銃が作動不良を起こすこともある。点検方法はボルトを閉じてハンマーを落とした状態でマガジンの挿入口から中にあるボルトヘッドとボルトキャリアの隙間にシックネスゲージを差込み、隙間がどのくらい開いているか調べる。隙間はメーカーで指定している範囲内である0.25 mmから0.45 mmの間に収まっていなければならない。隙間が許容範囲を超えるとローラーを大きいものに交換する必要がある。そして、交換可能範囲(最大でも0.25 mmから0.5 mm)を超えた銃はそのまま使用するとローラー遅延の効果が十分に発揮される前にボルトが開放される早期開放による暴発などの危険があるため、H&K社に送って修理するか破棄される。
1992年発売のMP5/10など大口径化モデルでは、ボルトキャリアやボルトヘッドなどは標準的なMP5シリーズと互換性がなく、リコイル・スプリングはHK53のものが流用されている。また9×19mmパラベラム弾モデルでも、1998年発売のMP5Fでは強装弾の使用に対応して内部構造を強化しており、同じリコイル・スプリングを導入したほか、ボルト・グループを強化した。この改良は、後に全ての生産型に導入された。

#### マガジン
元々は、ダブルカラム式でストレート型のボックスマガジンを使用していた。その後、1977年以降は、やや湾曲したバナナ型マガジンに変更されたが、これはBAT(Blitz Action Trauma)などの特殊弾薬の送弾に対応した設計変更だったと言われている。
一般的には30発入りの弾倉が用いられる。またMP5Kシリーズでは、本体の小型化に併せて、装弾数15発として短縮した弾倉が好まれる傾向がある。一方、大容量マガジンも開発されており、アメリカ海軍は一時期、MP5シリーズのための50連発のドラムマガジンに関心を寄せていたと言われている。また1980年代後半には、100連発のダブル・ドラムマガジン (Beta C-Mag) が開発された。
MP5/10とMP5/40では、ストレート・ボックス型マガジンが採用されており、残弾確認ができるように半透明の合成樹脂製とされている。大口径化に伴い弾薬の重量が増加したのを補うため、マガジンの重量は、従来の金属製マガジンと比べて30%軽量化されている。

#### 銃床

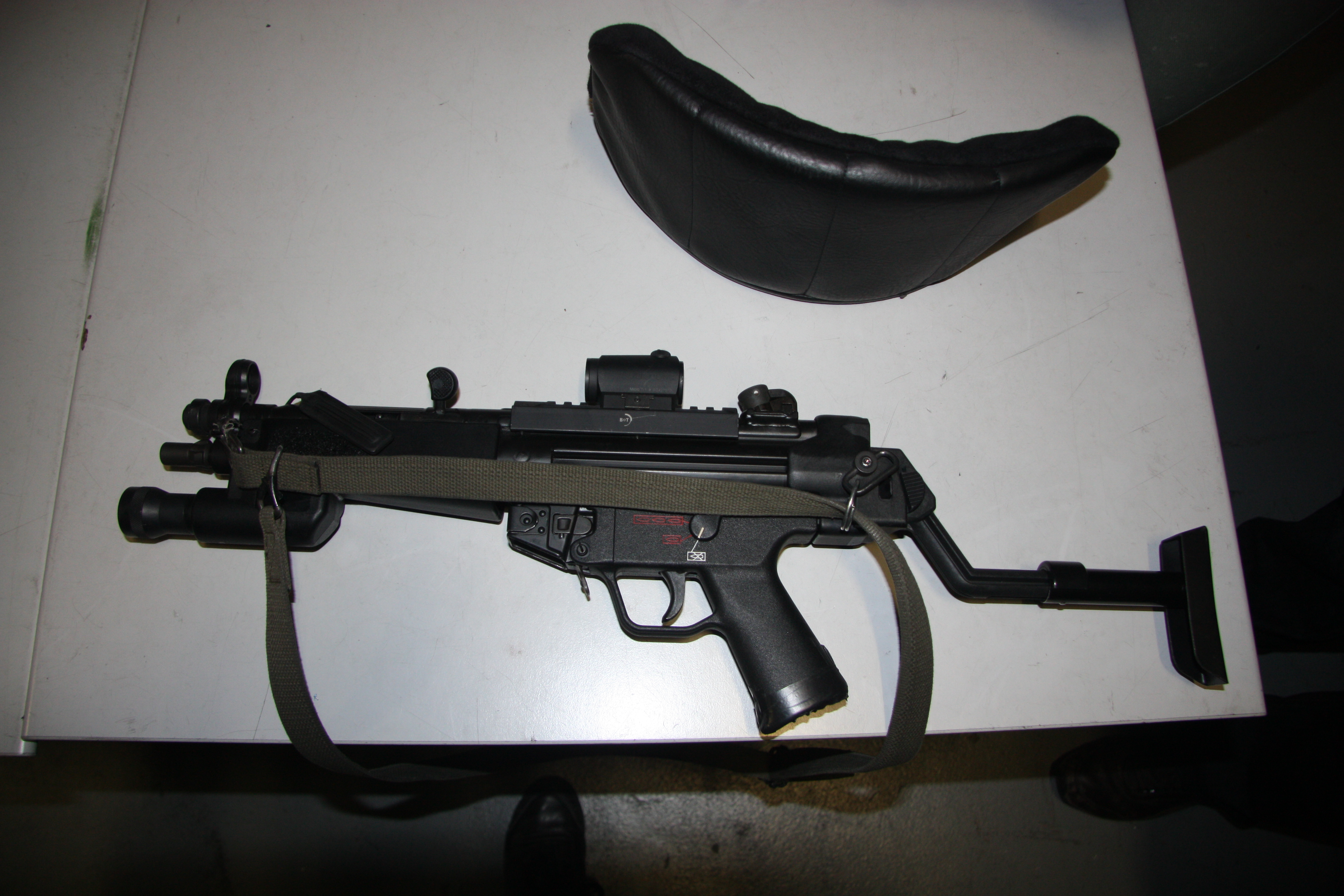
バイザー・ストックとフラッシュライト装着型ハンドガードを装着したMP5

銃床には、MP5A2/MP5A4で用いられる固定式と、MP5A3/MP5A5で用いられる伸縮式があり、クロススプリングピンでレシーバーに固定される。伸縮式銃床には、元々は金属製の銃尾が装着されていたが、MP5NやMP5F／MP5E2ではゴム製の銃尾が装着され、後にこれは標準装備となった。またヘルメットにバイザーを装着する場合に備えて、ブリュガー・アンド・トーメ(B&T)社などでは、バイザーを避けるように湾曲した銃床も製造している。
もともとMP5Kシリーズは銃床を装備しておらず、スリングスイベル付きキャップ底板を装着していた。その後、1991年には、右側に折りたたむプラスチック製の銃床がオプションで追加された。当初はこちらもB&T社製だったが、後にHK社自身が生産するようになった。アメリカ陸軍の第160特殊作戦航空連隊では、MP5K-Nをもとにこの銃床を装備したモデルをMP5K-PDWとして装備しており、後には同様のモデルが一般市場にも投入された。

#### レシーバー
当初、射撃モードのセレクターは、S-E-F(ドイツ語の"安全"(Sicher)、"単射"(Einzelfeuer)、"全自動射撃"(unbegrenzter Feuerstoß)の頭文字)と表示されており、「S」は白、「E」「F」は赤く塗装されていた。またアメリカ軍向けなどの輸出モデルは、言語を選ばないビジュアル表示に改められた。
リアサイトは、HK54ではフリップアップ式だったが、MP5ではピープサイトを設けたドラムマガジン回転式に変更された。4つのピープサイトは光の条件によって使い分けられる。またMP5Kシリーズでは、迅速に照準できるように、回転式リアサイトの照門部分は、丸穴の円孔照門からV字型の切れ込み照門に変更された。

#### ハンドガード
銃身をカバーして、熱から手を守る部品であり、当初は細身で握りやすいスリムライン型が用いられていたが、後に、幅広でバレルの冷却効果が高いトロピカル型に変更された。ガラス繊維強化プラスチック製とされている。オプションとして、先端にフラッシュライトを装着したシュアファイア社製のハンドガードを使用する部隊も多い。
またMP5Kシリーズでは、銃身にあわせて短縮したほか、下部にはフォアグリップが追加されている。また下方先端には、フォアグリップを握った手が銃口の前に出ないようにするハンドストップが設けられている。

#### 銃身
第一期改良型であるMP5A2/MP5A3では、銃身をフローティングバレルに改良して、命中精度を向上させており、バレルエクステンションに圧入されてクロスピン止めされる。MP5A2では225ミリ長、またMP5Kでは114ミリ長、MP5K-Nでは140ミリ長とされている。
銃口外側には3つの突起が付されており、ブランクアダプターやマズルコンペンセイター、サプレッサーなどの付属品をバイヨネット式に取り付けることができる。アメリカ海軍モデルでは、更にバレル先端にもサプレッサーを装着するねじ山が切られている。
またMP5SDの銃身には、根本部分の周囲に直径2.5ミリの穴が30個空けられている。その外側をケーシングが覆っており、後部にガス拡散室、前方に漏斗状のバッフルが内蔵されており、内蔵式サプレッサーとして機能する。通常の超音速弾薬の使用を想定して設計されたが、弾頭147グレインの亜音速弾薬でも問題なく動作する。ただしこの場合、マンストッピングパワーが不足する懸念があり、通常弾薬の使用が推奨されている。
ただしこのサプレッサーは密閉固定式であるため、分解掃除が難しいという問題がある。バッフルが漏斗状であることで、火薬の燃焼ガスから生じるカーボンはある程度自動的に排出されるものの、やはり内部は汚れやすく、サプレッサーを外して後端部を木材で軽く叩く方法や、非油性溶剤に浸す方法がある。またHK社からはクリーニングキットも供給されている。

## 派生型

### HK社製軍用モデル

#### 通常シリーズ

##### HK54
1954年ごろに西ドイツが開始した短機関銃研究の一環としてHK社が試作した短機関銃。54というナンバリングはHK社の命名規則により5はアサルトカービン、4は9×19mm弾を使用することを表している。
HK社は国の要求に応えるべくプロジェクト64を始動、開発主任設計士はティロ・メーラー、助手をマンフレート・グーリンク、ゲオルク・ザイドル、ヘルムート・バロイターが担当した。この開発によってセトメライフルを小型化し9×19mm弾を適合させたHK54が完成した。固定銃床モデルと伸縮ワイヤー銃床の2種が存在する。またリアサイトは現行モデルのようなドラム回転式ではなくフリップアップ式のものであり、位置も前方に寄っている。マガジンは湾曲しているものではなくストレートタイプのものを使用する。
G3が正式小銃として選定されるまでHK54は長い間放置されている状態だったが、1965年についに公開されドイツ軍や国境警備隊州警察に向けて提供された。1966年秋頃にはMP5と仕様が改められたモデルが国境警備隊が運用を開始した。

##### MP5
前述した1966年秋頃に国境警備隊が運用を開始した最初の量産型と思われるモデル。画像など明確に外見が判断できる要素が存在しないため不明な部分が多いが、ハンドガードをセトメライフルベースの穴が開いたものから前期型ハンドガードに変更したモデルとされている。

##### MP5A1
1960年代後半に開発されたMP5の改良型。MP5同様画像が存在せず情報希薄なため明確な仕様は不明である。

##### MP5A2

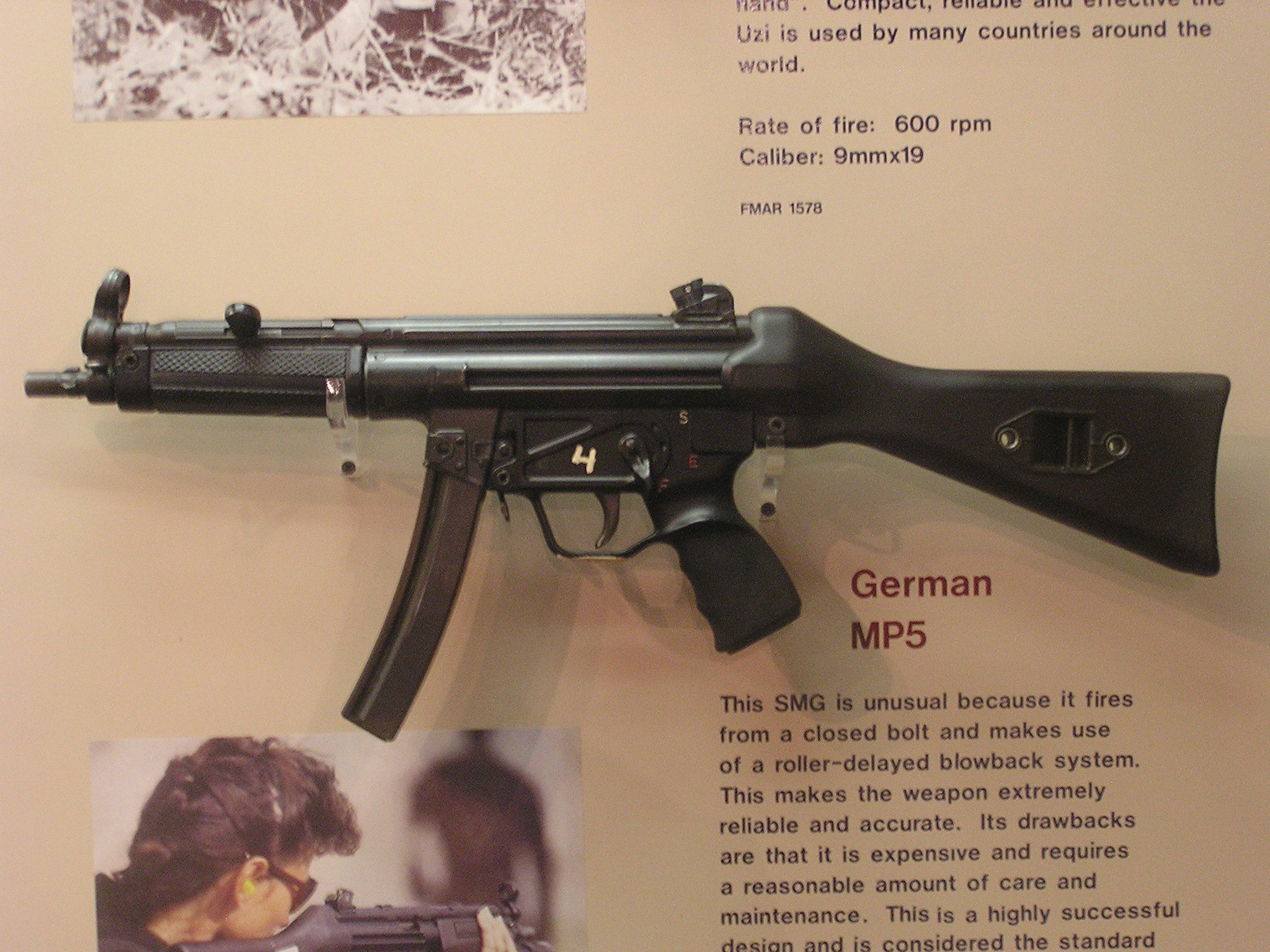
前期型ハンドガードとSEFトリガー構成のMP5A2。

1970年より発表・販売されたMP5およびMP5A1の改良モデルで、MP5A2は固定銃床を備えたモデルである
このモデルからリアサイトが現行モデルと同様のドラム回転式のものに変更され位置も射手側に寄せられた。銃身がG3A3のようにフリーフロート化され精度がさらに向上した。マガジンは初期ではHK54のストレートマガジンが現役だったが1977年ごろには現行の湾曲マガジンに変更した。初期型ではHK54からMP5A1のSEFトリガーだったが、のちにより握りやすくセレクター表記を変更・アンビ設計に変更したネイビートリガーと呼ばれる新型のものに変更していった。同じくハンドガードも初期型ではMP5の前期型ハンドガードだったが1980年代中頃には幅広で太く握りやすい後期型ハンドガードに変更された。またハンドガードのバリエーションも展開され、ライト内蔵型のものや下部と左右の3面にピカティニーレールを備えたもの、アダプタを装着することでM203が取り付け可能でHK社独自のISL-2000というアンダーバレルランチャーも開発されMP5A2/MP5A3とMP7シリーズに取り付け可能である。

##### MP5A3
1970年より発表・販売されたMP5およびMP5A1の改良モデルで、MP5A3は伸縮ワイヤー銃床を備えたモデルである。

初期型の銃床はHK54のものだったがのちに銃尾が拡大された新型に変更されていった。銃床以外にMP5A2と明確な違いはない。

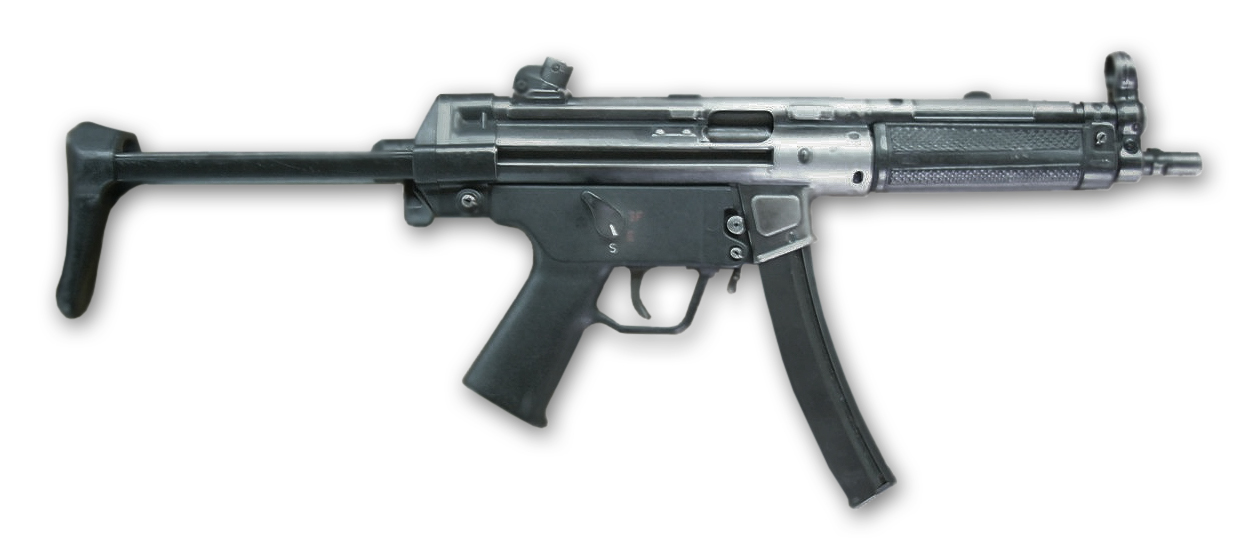
前期型ハンドガードにネイビートリガー構成のMP5A3。
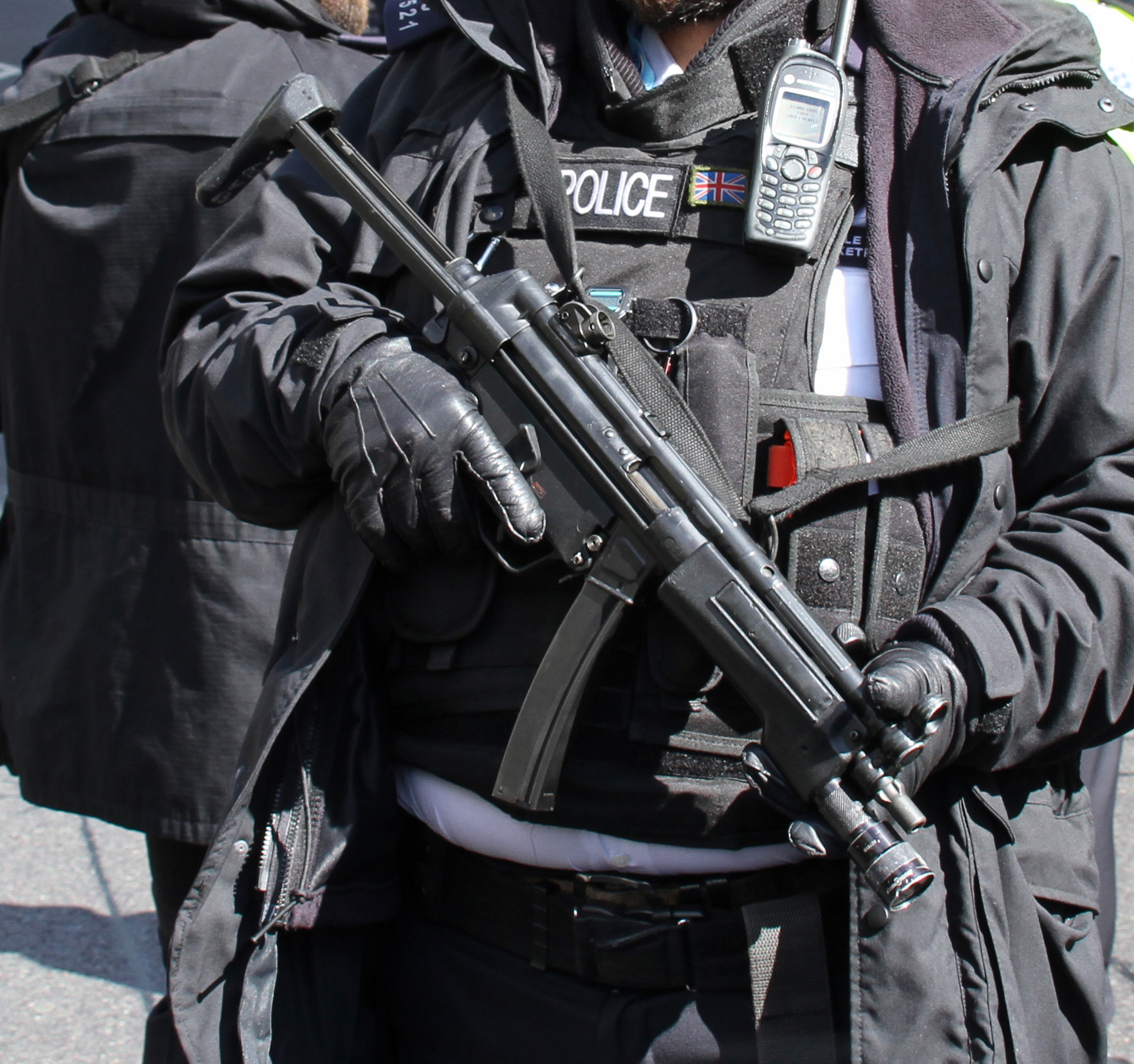
ライト内蔵型ハンドガードを取り付けたMP5A3。

##### MP5A4

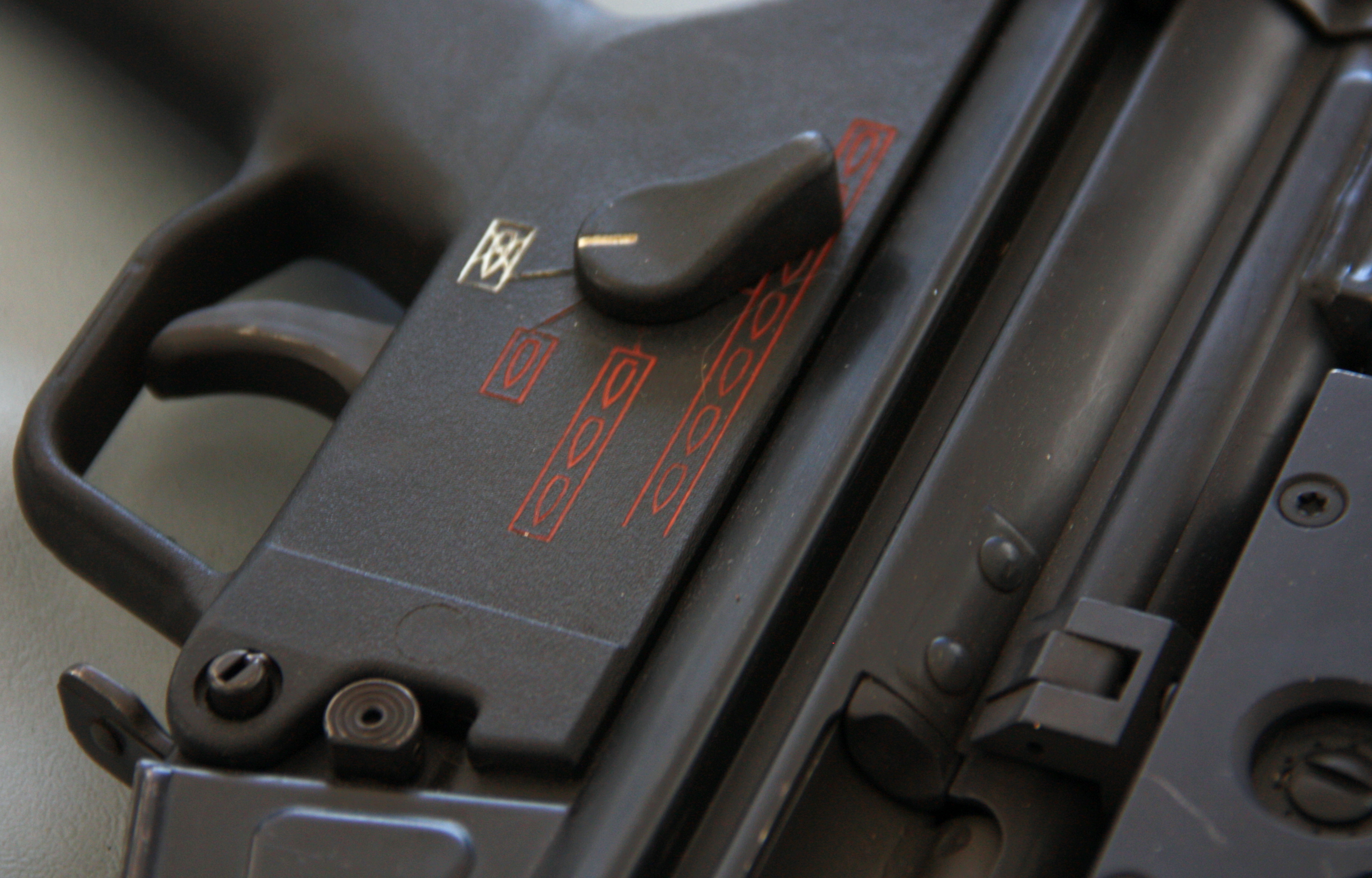
MP5A4/MP5A5の3点バースト射撃機能が備わったトリガーグループ。

1985年に発表・販売されたMP5A2に3点バースト射撃機能を追加したモデル。
このモデルより全てが後期型ハンドガードにネイビートリガーという構成で生産された。基本的にはフルオート・3点バースト・セミオートという構成だが3点バーストとセミオートのみのモデルも存在する。

##### MP5A5
1985年に発表・販売されたMP5A3に3点バースト射撃機能を追加したモデル。
ほとんどのモデルがMP5A3と同様の銃床を取り付けているが近年はMP5E2(MP5F)やMP5 MLI同様の厚いゴム製の銃尾を備えた最新銃床を取り付けたモデルを販売している。銃床以外にMP5A4と明確な違いはない。

##### MP5F／MP5E2
フランス国家憲兵隊向けモデル。強装弾(+P弾)に対応して内部構造を強化、伸縮式ストックにはゴム製床尾板を装着している。「過去25年間で最も大きな設計変更」として1998年に発売されたが、MP5Fはセールス上の呼称であり、社内での識別呼称はMP5E2とされる。同様の設計変更は、後に製造されたモデル全てに適用された。

##### MP5 MLI
2014年に発表された現在最新のMP5。
標準で左右と下部の3面ピカティニーレールとレシーバー上面にピカティニーレールが追加されており多くのアタッチメントに対応した。銃床はMP5Fのものが取り付けられており標準でFDE塗装がされている。

##### HK54A1
1980年4月にアメリカ海軍兵器支援センターの要求によって開発されたMP5、MP5SD、MP5K3種の統合を目指したモデル。
アメリカ海軍兵器支援センターが提出したNOO 164-80-R-0052に基づいてアメリカの陸軍、海軍、空軍の3軍共同で使用する特殊部隊用短機関銃を開発する計画がJSSAPのもと始動した。この計画が発足した要因は1970年代のテロ事件の対抗するため対テロ、人質救出を強く意識した銃器の需要が生じたためである。主な目的はMP5、MP5SD、MP5Kの3種の統合であり、これが実現すれば訓練の効率と汎用性が大きく向上する。
以下の改良・変更が施された。
- 比較的環境の変化に弱いMP5を高気温で砂塵の多い砂漠から低気温の極地まで問題なく作動するよう改良。
- 全体的な耐久性の向上。
- ボルトフォワードアシストの追加。
- 銃身とサプレッサーの耐久性向上。(約10000発に向上)
- どんな姿勢で射撃しても射手に発射ガスがかからないよう改良。
- 消音性を高めるため通常の弾薬を使用しても亜音速にまで下がるように。
- 自動サイクルのしないよう切り替え可能。
- 連射速度を毎分1000発にまで高速化。
- 50連ドラムマガジンが使用可能。
- .45 ACP弾への組み替えが可能。

このようにさまざまな改良が施されたがJSSAPの要件は満たせなかった。1983年のグレナダ侵攻の際にNavy SEALs:チーム6にて試験運用されたが作動が停止するなどのトラブルが報告された。

##### SMG
HK54A1の開発の後アメリカ海軍がMP5の改良を要求したため1981年に開発されたMP5の大幅改良モデル。
全長はMP5Kに近い長さにまで短縮され、作動機構もよりシンプルなシンプルブローバックにクローズドボルト閉鎖に変更された。内部機構にはスプリングと油圧機構を併用した複合緩衝機構が追加されておりこれによりセレクターを操作することで射撃速度の調整が可能になった。アイアンサイト、ハンドガードの形状を変更し、セレクター表記を記号から30／1の数字に変更している。銃身は簡単に取り外し可能で内蔵型サプレッサーの組み込みも容易にできる設計になっている。そしてサプレッサー組み込み時はHK54A1同様に空気弁により自動で初速が亜音速の域まで低下するようになっている。
このモデルをアメリカ海軍兵器支援センターへ提出したが要件を満たせずさらなる改良が必要という評価を受けた。その評価の後にハンドガードの形状を変更しフォアグリップを取り付け、左利きでも問題なく操作できるようコッキングレバーを上面に移動させた改良モデルを提出したが評価が覆ることはなかった。

##### SMG ll
SMGの評価を受け後に開発されたSMGの改良モデル。
HK54A1とSMGの集大成と言えるモデルで、銃床を収納するとMP5Kに近い全長になり、サプレッサーを取り付けるとMP5SDとして運用ができる優れた汎用性を持っている。SMGの連射速度の調整機能を再設計し調整をハンドガード基部のセレクターで行い、高圧・高速化をH、低圧・低速化をLと表記するようになった。またSMGでは省略されていた3点バースト射撃機能が再び追加されている。
このようにさまざまな改良が施されたが1挺の値段が2800ドルにまで膨れ上がったため採用はされなかった。量産はされず今までで60挺ほどしか生産されていない。

##### MP5Nシリーズ
1986年にアメリカ海軍に採用されたアメリカ海軍仕様のMP5シリーズ。SMGの採用を希望していたが頓挫したため特別設計のMP5シリーズを再び採用した。
- 海水にさらされても問題なく運用できるよう対腐食処理を追加。
- 銃口のネジ切りをアメリカ海軍仕様に変更。
- トリガーグループをSEFトリガーからネイビートリガーに変更。
- フロントサイトをトリチウム蛍光するよう変更。

主にMP5N仕様が存在するのはMP5A2とMP5A3だがMP5KA2やMP5SD2、MP5SD3などのモデルも同じくMP5N仕様が存在している。

##### MP2000
1988年に開発が開始、1999年に完成した部品のモジュラー化と軽量ポリマーの使用を重視した試作型。
SMG／SMG ll同様の機能を持ったまま多くの部品を軽量ポリマーで構成している。ロアレーバー、マガジンなども形状が変更されている。ハンドガードには取り外し可能なフォアグリップがあり、照準器の取り付けも可能である。
アメリカ海軍へ提出したがまたしても不採用となった。

##### MP5 PIP
HK36やUMPの開発の経験を活かし構想されたMP5。模型のみの製造で構想だけで中止となった。

#### MP5SDシリーズ

##### MP5SD
1960年代に開発が始動、1968年に完成したMP5およびMP5A1からMP5A2/MP5A3のサプレッサー内蔵型モデル。
ハンドガード一体型の金網型のサプレッサーを内蔵していたが試験ではわずか70発ほどの射撃で過度に加熱するオーバーヒート状態になったため採用はされずさらなる開発が続けられた。

##### MP5SD1
1970〜1972年に開発されたMP5SDの改良モデル。
サプレッサーの構造を30個の直径3mmの穴と2つのガス膨張室を備えるよりMP5SDと比べ複雑なものの、より実用的なものに変更し、ハンドガードから独立した設計となった。サプレッサーの追加によってハンドガードは新たに開発した細かいセレーションが縦に入ったものに変更された。また銃床は取り外されレシーバー後端にはカバーとスリングスイベルが取り付けられている。
サプレッサーの効果により約70dBまで銃声を減少させているが、銃口初速は285 m/sに低下し、それに伴い有効射程は200mから135mに減少している。

##### MP5SD2
MP5A2のサプレッサー内蔵型モデル。MP5A2同様時期によって仕様に変化がある。

##### MP5SD3
MP5A3のサプレッサー内蔵型モデル。MP5A3同様時期によって仕様に変化がある。

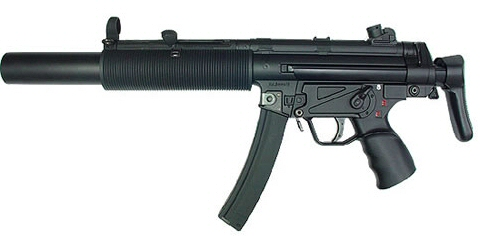
SEFトリガーのMP5SD3(左側面)。
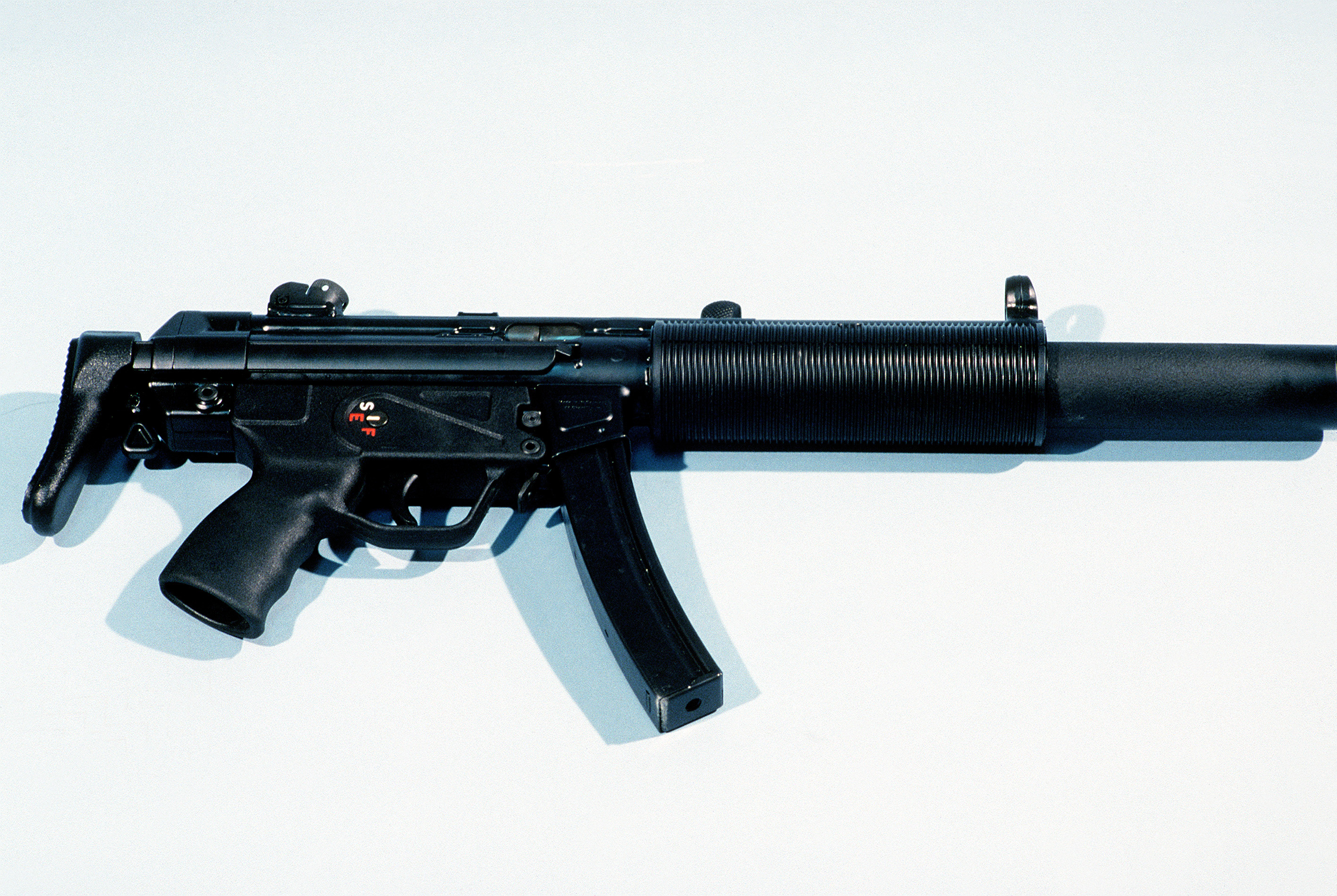
SEFトリガーのMP5SD3(右側面)。
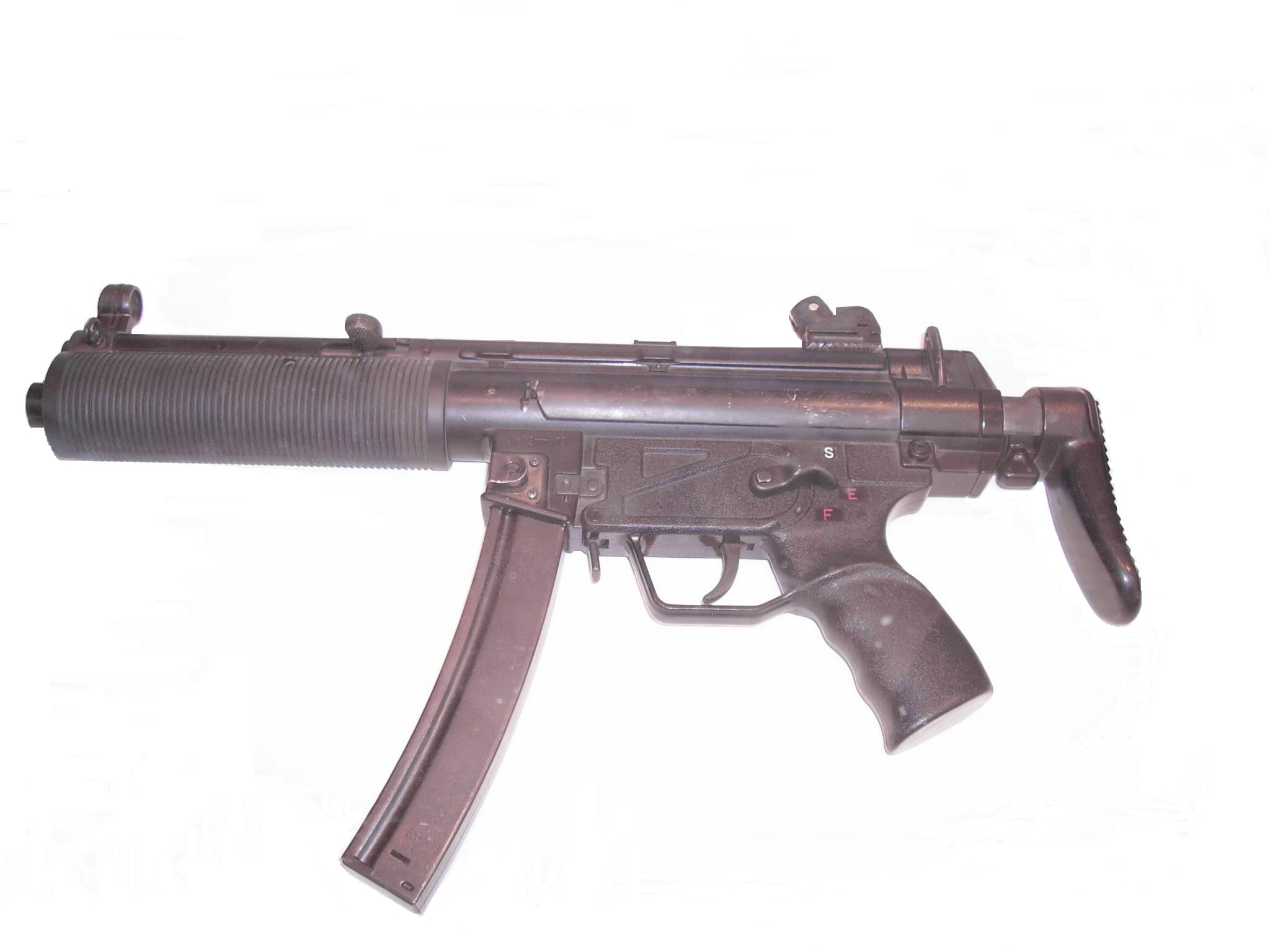
サプレッサーを取り外したMP5SD3。

##### MP5SD4
MP5SD5/MP5SD6の銃床を取り外したモデル。
レシーバー後端にはカバーとスリングスイベルが取り付けられている。MP5SD1の3点バースト射撃機能を追加したモデルにあたる。

##### MP5SD5
MP5A4のサプレッサー内蔵型モデル。

##### MP5SD6
MP5A5のサプレッサー内蔵型モデル。

#### MP5Kシリーズ

##### MP5K
1970年代のヨーロッパでのテロ事件の増加に対応するため1976年に試作したMP5A2/MP5A3の小型モデル。
このモデルは主に要人警護を想定した設計であり銃身を大幅に短縮、ハンドガードを取り外し独特な形状のフォアグリップを取り付けている。銃床も同じく取り外されカバーではなくスリングスイベルのみが追加されている。全長の短縮のためにマズルカバーまでも取り外されているため銃口装置の取り付けはできない。またレシーバー後端にアダプタを装着することでMP5K-PDW同様の折りたたみ式銃床を取り付けることも可能である。
ボルト周辺の大幅短縮と軽量化により毎分900発に連射速度が向上している。

##### MP5KA1
MP5Kのアイアンサイトを取り外したモデル。暗視装置搭載での運用が前提である。このモデルからフォアグリップはよりシンプルな形状の改良され前端にはハンドストップが追加されている。またMP5KではHK54のストレートマガジンを使用していたがMP5KA1からは湾曲マガジンを使用している。

##### MP5KA2
MP5KA1に従来通りアイアンサイトを取り付けたモデル。MP5A2/MP5A3同様初期型ではSEFトリガーだったがのちにネイビートリガーへと変更された。

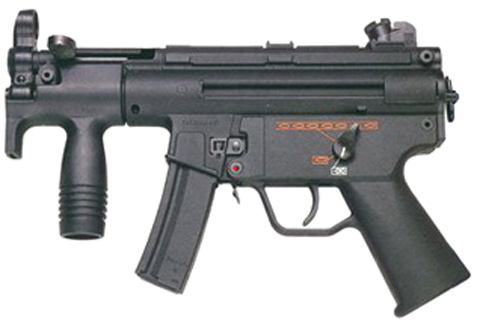
ネイビートリガーのMP5KA2。
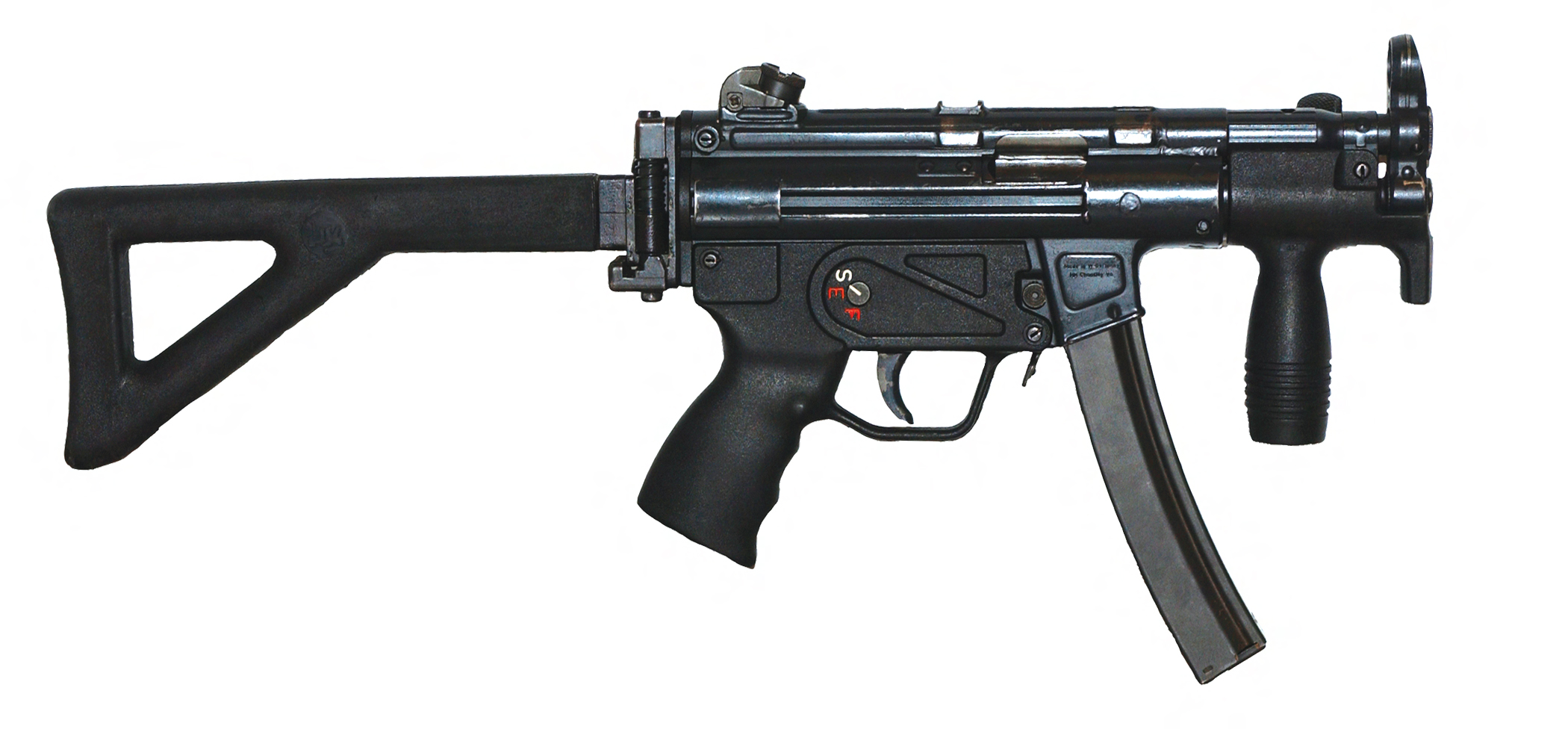
折りたたみ式銃床を取り付けたSEFトリガーのMP5KA2。

##### MP5KA4

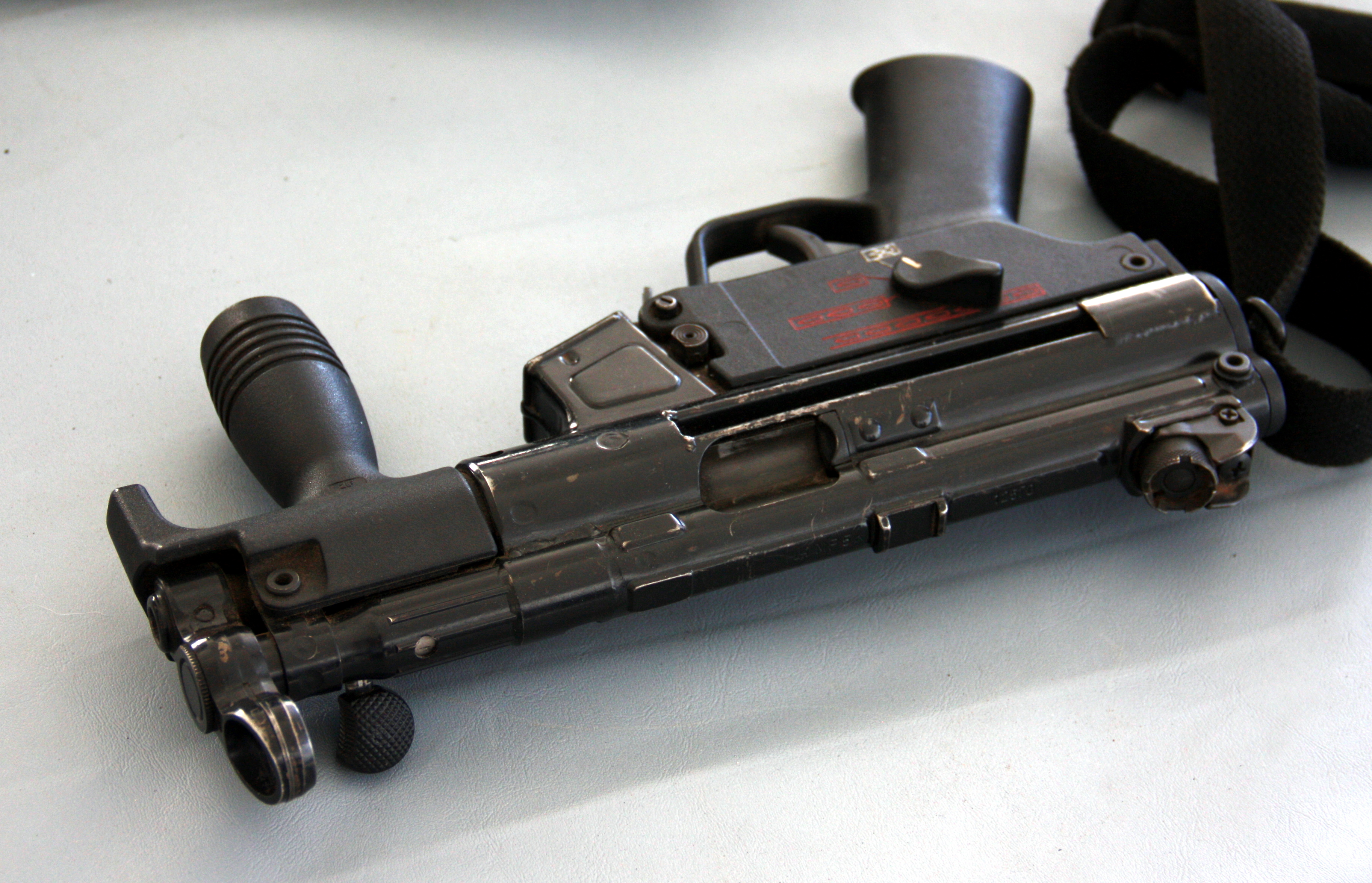
MP5KA4

MP5KA2に3点バースト射撃機能を追加したモデル。MP5A4/MP5A5同様このモデルから全てネイビートリガーで生産されるようになった。

##### MP5KA5
MP5KA1に3点バースト射撃機能を追加したモデル。MP5A4/MP5A5同様このモデルから全てネイビートリガーで生産されるようになった。

##### MP5K スペシャルケース／コッファー

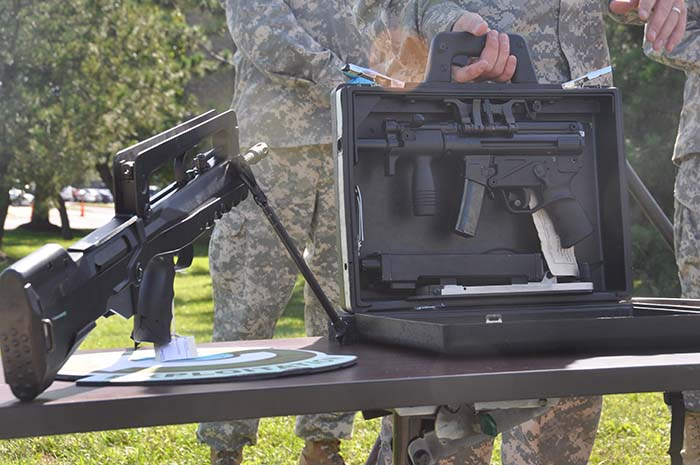
FA-MAS(左側)と箱型のMP5K スペシャルケース(右側)。

MP5Kシリーズよりもさらに要人警護に特化したモデル。
専用のバックの中にMP5KA2と予備のマガジン1つが収められておりバックの取手内のトリガーを操作することで外部から射撃が可能である。外見から銃器と判断するのは難しく射撃時の薬莢も全てバック内に落ちる設計のため秘匿性が非常に高い。このMP5KA2は取り出して通常通り使用することも可能である。
箱型のものと皮などの柔らかい素材でできたアタッシュケースのものの2種が存在する。

##### MP5K-PDW
1989年に開発されたMP5KA2のPDW仕様。
レシーバー後端にプラスチック製折りたたみ式銃床を取り付け、銃口にはネジ切りの施されたマズルが追加され、標準では三又形状のフラッシュハイダーが取り付けられているが取り外すことでサプレッサーなども使用可能である。近年では折りたたみ式銃床ではなくUMPの銃床を取り付けたMP5K-PDWも登場している。
大口径化モデル
1980年代後半、アメリカ合衆国の警察では9x19mmパラベラム弾のストッピングパワーに不足を感じていたことから、より強力な実包を使用した拳銃が市場に投入されつつあった。これに対応して、MP5でも、これらの実包を使用する派生型が開発された。
MP5/10（MP10）
10mmオート弾を使用するモデル。大口径化に伴って内部構造を強化したほか、ボルトストップを装備した。またマガジンは、弾薬重量の増加を補うため合成樹脂製として軽量化したほか、残弾確認できるように半透明になっている。1992年に発売され、FBIが5000挺を調達したものの、需要の低迷のために生産終了となり、予備部品の供給も終了している。
MP5/40
.40S&W弾を使用するモデル。設計はMP5/10と同様で、やはり同時に1992年に発売された。
MP5/357
.357SIG弾を使用するモデル。基本的にはMP5/40のバレルを交換したのみのものである。

##### MP5 .224 ボズ
1990年代に開発された.224 ボズ弾というPDW弾を使用するMP5。イギリス軍に試験されたが採用されることはなかった。

#### 民間向けモデル
アメリカ合衆国などの民間市場向けに、セミオート限定のモデルが開発された。HK94からSP5Kまでのモデルはパドル式のマガジンキャッチレバーが廃されている。
HK94A2
1983年に発売されたMP5A2の半自動カービンモデル。
銃身長が420ミリメートルに伸ばされているが、この長過ぎる銃身が不格好であり不評だったため、円筒形の銃身覆いを装着して見た目だけMP5SDシリーズに似せる方法と、ATFに申請して「短銃身ライフル」として登録し、合法的に銃身を切り詰める方法などさまざまな方法で軍用モデルに仕様を近づける工夫がされたが1989年に輸入禁止措置にともない製造終了した。また多くのHK94は、ATFへの登録を経てオートマチックシアを組み込むことで、合法的にフルオート射撃が可能なように改造された。またレバー式のマガジンキャッチボタンがなくなっている。

##### HK94A3
HK94A2の銃床をMP5A3同様の伸縮式ワイヤー銃床に変更したモデル。銃床以外にHK94A2と明確な違いはない。

##### HK94SG/1
1986年にHK社のカタログに掲載されていたHK94のマークマンライフル仕様。都市戦闘などで短距離の狙撃用に開発されたと言われている。アメリカへ50挺ほどが輸出されている。

##### MP5SFA2
1986年以降に販売されたMP5A2のセミオートオンリーモデル。民間向けではあるが主なターゲットは法執行機関であり、法執行機関でさえフルオート銃器を所持できない規制の厳しい州や地域に向けて販売されている。このような背景から1991年12月以降に生産されたモデルはフルオート射撃可能に容易に改造できるように変更された。

##### MP5SFA3
1986年以降に販売されたMP5A3のセミオートオンリーモデル。銃床以外にMP5SFA2と明確な違いはない。
SP89
銃床を取り外しレシーバー後端にスリングスイベルを取り付けたセミオートオンリーピストルモデル。法的にピストルとして販売するため、銃床やフォアグリップは装着できず、代わりに、誤って手が銃口の前に出ないように拡大されたマズルガードが付されている。1989年からアサルトウェポン規制が制定されるまでの5年間アメリカに輸入・販売されていたが、その多くは、HK94A2/HK94A3と同様にオートマチックシアを組み込んで、フルオート射撃が可能なように改造された。2016年にマイナ―チェンジを施したSP5Kを発売した。2020年時点でSP5Kの製造は終了しているが、2020年にハンドガードのデザインを変更したSP5K-PDWが限定販売された。
SP5
ピストルモデル。SP89と異なりMP5シリーズ同様の225mmの銃身になっている。2019年より販売され、SP89と同様法的にピストルとするため銃床やフォアグリップは装着できないが、アームブレースを取り付けることは可能これに伴いHK94と同様の使用であるSP5Lが発売された。

#### 訓練用モデル
1970年、H&K社は、訓練用として.22LR弾への転換キットを発売したが、使用感が異なる上に信頼性に問題があり、400セットも生産されずに販売終了となった。かわりに1984年には、模擬戦用として、プラスチック弾専用のMP5Tが発売された。実包は射撃できず、レシーバーの左右側面に青色で「プラスチック弾のみ」と書かれており、コッキングハンドルも青色になっている。
多くの警察組織では、訓練にしか使えないMP5Tではなく、既存のMP5をもとにペイント弾を発射できるようにしたシミュニッション転換キットが用いられている。

### HK社外製モデル
SWA5
アメリカ合衆国のスペシャルウエポン社がライセンス生産したもの。MP5Kに相当するMP-10（および民間用のSP-10）が製造されている。
PTR 9
アメリカ合衆国のPTRインダストリーズがコピー生産したもの。
EBO MP5
ギリシャのヘラニック・アームズ・インダストリー（EBO）社がライセンス生産したもの。MP5A3、MP5A4、MP5Kが製造されている。
トンダール 9mm SMG
イランでライセンス生産されたもの。パフラヴィー朝時代に王立モサルサシ造兵廠で製造が始まったが、イラン革命後に解体され、新たに設立されたD.I.Oサンガフザルサジ・インダストリーズで製造されている。
POF MP5
パキスタンの国立パキスタン・オーディナンス・ファクトリーズ（POF）がライセンス生産するもの。パキスタン軍・警察に制式採用され、1980年代より生産が開始された。また海外、特にアフリカへの輸出も行っている。
Tihraga
スーダンのミリタリー・インダストリー・コーポレーション（MIC）社が、イランのトンダール 9mmをライセンス生産したタイプ。
MIC MP5
サウジアラビアの国営軍需産業会社であるMIC社のライセンス生産モデル。
MKEK シラーサン MP5
トルコのマキナ・ベ・キミヤー・エンデュストリシ・クルム（MKEK）が1983年から生産を始めたMP5。MP5A2、MP5A3、MP5Kが製造されている。MKEKのロゴが刻印されているのが識別点。
NR-08
中国の中国北方工業公司（NORINCO）がコピーしたタイプ。

### 諸元・性能
|                   | MP5A4    | MP5A5                 | MP5SD6                | MP5KA4   | MP5K PDW              |         |
| ----------------- | -------- | --------------------- | --------------------- | -------- | --------------------- | ------- |
| 口径              | 9×19 mm  | 9×19 mm               | 9×19 mm               | 9×19 mm  | 9×19 mm               | 9×19 mm |
| 全長              | 675 mm   | 690 mm （最小550 mm） | 800 mm （最小660 mm） | 320 mm   | 570 mm （最小330 mm） |         |
| 銃身長            | 225 mm   | 225 mm                | 146 mm                | 115 mm   | 148 mm                |         |
| 重量 （非装弾時） | 2,895 g  | 3,100 g               | 3,400 g               | 2,000 g  | 2,530 g               |         |
| 装弾数            | 15/30発  | 15/30発               | 15/30発               | 15/30発  | 15/30発               | 15/30発 |
| 連射速度          | 800発/分 | 800発/分              | 800発/分              | 900発/分 | 900発/分              |         |

## 運用史
まず1966年、西ドイツの連邦国境警備隊に採用されたほか、同国の州警察でも多くが採用された。単価の高さから、西ドイツ国外への普及は進まなかったが、イギリス陸軍の特殊空挺部隊（SAS）は、連邦国境警備隊のGSG-9との共同訓練の経験から、1970年代後半ごろよりMP5を導入した。
そしてMP5を一躍有名にしたのが1977年のルフトハンザ航空181便ハイジャック事件である。この事件では西ドイツ政府がテロリストの要求に応じず、GSG-9が人質救出作戦を敢行し、人質の被害を出さずにわずか5分間でテロリスト全員を無力化して解決した。狭い機内での作戦に臨むに当たり、GSG-9隊員の多くはS&W M19・M66回転式拳銃やH&K P9S自動拳銃を携行しており、MP5を持った隊員は比較的少数だったが、拳銃では瞬間制圧力が低くテロリストを無力化するのに手間がかかったのに対し、MP5の短連射を受けたテロリストは即座に行動不能になり、MP5の威力が強く印象付けられた。このため、GSG-9は、その後の作戦でMP5を愛用するようになっていった。そしてまた、作戦後の記者会見のさいに、GSG-9隊長ウェグナー大佐がMP5SDを手にしており、この写真が全世界の紙面を飾ったことで、その知名度は飛躍的に向上し、世界中の対テロ作戦部隊が競ってMP5を導入することになった。
これらの特殊部隊がMP5に期待していたのは、短連射で複数弾を正確に撃ち込む精度と、拳銃弾の貫通力の低さによる付随的損害の抑制の両立であった。これに対し、高精度のセミオートマチック・カービンとして導入した法執行機関もあった。例えばロンドン警視庁は、突入作戦を担当するSWATにあたる専門射手（SFO）にはフルオート射撃対応モデルを配備する一方、普段から街頭を警邏する武装応召車（ARV）にはセミオート射撃に限定したMP5-SFを配備した。日本の警察でも、警備部の銃器対策部隊にはMP5Fに準じたフルオート射撃対応モデルを配備する一方、刑事部の特殊犯捜査係（SIT）にはMP5K PDWに準じたセミオート限定モデルを配備しており、MP5SFKと称される。

### 運用国
- オーストラリア
- バングラデシュ
- カナダ
- スイス
- チェコ
- エストニア
- フィンランド
- フランス
- ドイツ
- ギリシャ - EBO社がライセンス生産したもの（EBO MP5）を使用。
- インド
- アイルランド
- イラン - DIOがライセンス生産したもの（MPT-5 Tondar）を使用。
- イタリア
- アイスランド
- ジャマイカ
- 日本 - 警視庁などの特殊急襲部隊や全国の銃器対策部隊、皇宮警察特別警備隊、海上保安庁特殊警備隊、海上自衛隊特別警備隊、陸上自衛隊特殊作戦群などが運用。
- 中国 - ノリンコ製のNR-08を使用。武警や公安特警部隊、重慶閃電突撃隊などに配備されている。
- 香港
- ラトビア - ラトビア軍がMP5A3を使用[28]。
- ルクセンブルク
- マレーシア
- メキシコ
- オランダ
- ノルウェー
- パキスタン - POF社がライセンス生産したもの（POF MP5）を使用。
- フィリピン
- ポーランド
- ベラルーシ - 国内軍やKGBが使用。H&K側は販売を否定しており、トルコのMKEK社製と思われる。
- ルーマニア
- サウジアラビア
- スペイン
- スーダン - MIC社がMPT-5をライセンス生産したもの（Tihraga）を使用。
- スウェーデン
- タイ-死刑執行に利用
- 台湾-H&K側から購入する前にSWA5を調達。
- トルコ - MKEK社がライセンス生産したもの（MKEK シラーサン MP5）を使用。
- イギリス
- アメリカ合衆国

など